# Municipio de Hillman (Míchigan)
El municipio de Hillman (en inglés: Hillman Township) es un municipio ubicado en el condado de Montmorency en el estado estadounidense de Míchigan. En el año 2010 tenía una población de 2175 habitantes y una densidad poblacional de 12,17 personas por km².

## Geografía
El municipio de Hillman se encuentra ubicado en las coordenadas 45°4′18″N 84°0′13″O / 45.07167, -84.00361. Según la Oficina del Censo de los Estados Unidos, el municipio tiene una superficie total de 178.75 km², de la cual 175,16 km² corresponden a tierra firme y (2,01 %) 3,59 km² es agua.

## Demografía
Según el censo de 2010, había 2175 personas residiendo en el municipio de Hillman. La densidad de población era de 12,17 hab./km². De los 2175 habitantes, el municipio de Hillman estaba compuesto por el 97,7 % blancos, el 0,14 % eran afroamericanos, el 0,46 % eran amerindios, el 0,14 % eran asiáticos, el 0,18 % eran de otras razas y el 1,38 % eran de una mezcla de razas. Del total de la población el 0,97 % eran hispanos o latinos de cualquier raza.